# Трисульфид диплутония
Трисульфид диплутония — бинарное неорганическое соединение
плутония и серы
с формулой Pu2S3,
чёрные кристаллы,
не растворяется в воде.

## Получение
- Медленное нагревание стехиометрических количеств чистых веществ:

{\displaystyle {\mathsf {2Pu+3S\ {\xrightarrow {400-1200^{o}C}}\ Pu_{2}S_{3}}}}
- Реакция хлорида плутония(III) с диоксидом серы:

{\displaystyle {\mathsf {2PuCl_{3}+3SO_{2}\ {\xrightarrow {700^{o}C}}\ Pu_{2}S_{3}+3Cl_{2}+3O_{2}}}}

## Физические свойства
Трисульфид диплутония образует чёрные кристаллы
ромбической сингонии,

параметры ячейки a = 0,397 нм, b = 0,737 нм, c = 1,545 нм, Z = 4.
Имеет широкую область гомогенности. 
Соединения, обеднённые серой, образуют кристаллы:
- Pu2S2,8 (β-Pu2S3, Pu5S7), тетрагональная сингония, параметры ячейки a = 1,490 нм, c = 1,978 нм ;
- Pu2S2,67 (Pu3S4), кубическая сингония, пространственная группа I 43d, параметры ячейки a = 0,84155 нм, Z = 4.

Не растворяется в воде.
При температуре ниже 15 K переходит в антиферромагнитное состояние.

## Химические свойства
- Реагирует с тригидридом плутония с образованием сульфида плутония:

{\displaystyle {\mathsf {2Pu_{2}S_{3}+2PuH_{3}\ {\xrightarrow {1600^{o}C}}\ 4PuS+3H_{2}}}}